# Иван IV Антун Балтазар Зрински
Иван IV Антун Балтазар Зрински (на хърватски: Ivan Antun Zrinski; на унгарски: Zrínyi János Antal; 1654 – 11 ноември 1703) e хърватски граф, потомък на едни от най-богатите и влиятелни аристократични родове в страната, рода Зрински, и неин последен представител от мъжки пол.

## Живот
Иван Антун е син на Петър Зрински, бан на Хърватия, и неговата съпруга Катарина Зринска, по баща Франкопан, т.е. в жилите му тече кръвта на двата най-значими благородни рода в Хърватия през XVII в.
Получава много добро образование, изучава хуманитарни науки, философия, военно изкуство, овладява седем езика – хърватски, унгарски, немски, италиански, френски, испански и латински. Той е на шестнадесет години, когато баща му и вуйчо му Фран Кръсто Франкопан са екзекутирани заради организирания от тях заговор срещу император Леополд I, предизвикан от отказа на императора да отвоюва хърватските земи и подписания от него договор с турците, определен от хърватските патриоти като „позорен“. Тази публична екзекуция е последвана от разграбване на семейното имущество и гонения срещу двете фамилии. Иван Антун загубва цялото си наследство и до края на живота си носи печата на неблагонадежден.
Въпреки че е лоялен към императора и се отличава като офицер в редица битки, той непрекъснато е следен и в крайна сметка е обвинен в предателство и арестуван. Прекарва двадесет години из австрийски затвори като Ратенберг в Тирол и Шлосберг в Грац.
На 11 ноември 1703 г. изтощен и болен, той умира от пневмония в Грац и е тайно погребан в доминикански манастир. През 1944 г. тленните му останки са пренесени в Загребската катедрала и препогребани.